# Kuśkowce Małe
Kuśkowce Małe (ukr. Малі Кусківці) – wieś na Ukrainie w rejonie krzemienieckim należącym do obwodu tarnopolskiego.
Znajduje tu się przystanek kolejowy Kuśkowce, położony na linii Szepetówka – Tarnopol.